# Pauline Hammarlund
Pauline Louise Hammarlund (* 7. Mai 1994 in Stockholm) ist eine schwedische Fußballnationalspielerin, die seit 2024 für Djurgårdens spielt.

## Karriere

### Vereine
Hammarlund begann bei Skogås-Trångsunds FF mit dem Fußballspielen. 2010 debütierte sie in der schwedischen Damallsvenskan für Tyresö FF, mit dem sie 2012 die Meisterschaft gewann und das Finale um den schwedischen Pokal erreichte. Bis zum Ende der Saison 2012 kam sie für Tyresö zu insgesamt 25 Ligaeinsätzen, allerdings ausschließlich als Einwechselspielerin. 2013 wechselte sie ligaintern zu Linköpings FC und ein Jahr später zu Piteå IF. Bei Piteå avancierte sie schnell zur Stammspielerin und hatte 2015 mit 16 Ligatreffern großen Anteil am Erreichen des dritten Tabellenplatzes und damit dem besten Saison der Vereinsgeschichte. Von 2016 bis 2022 stand die Stürmerin bei Kopparbergs/Göteborg FC bzw. BK Häcken unter Vertrag.
Im Januar 2023 erhielt sie einen bis Juni 2024 datierten Vertrag beim AC Florenz. Im Sommer 2024 wechselte sie zurück in die schwedische Liga zu Djurgårdens IF DFF.

### Nationalmannschaft
2012 gehörte Hammerlund zum 18-köpfigen schwedischen Kader, der in der Türkei die U-19-Europameisterschaft gewinnen konnte und kam dabei in sämtlichen fünf Turnierspielen zum Einsatz. 2013 qualifizierte sie sich mit der Mannschaft erneut für die Europameisterschafts-Endrunde, schied dort allerdings nach der Gruppenphase aus.
Am 17. September 2015 debütierte sie gegen die moldauische Auswahl im Rahmen der Qualifikation zur Europameisterschaft 2017 für die A-Nationalmannschaft und erzielte in diesem Spiel mit dem Treffer zum 3:0-Endstand ihr erstes Tor. Beim olympischen Fußballturnier 2016 wurde sie nach dem Viertelfinale aufgrund einer Verletzung von Fridolina Rolfö nachnominiert und kam im Finale, das die Mannschaft mit 1:2 gegen die deutsche Auswahl verlor, nach ihrer Einwechslung für Kosovare Asllani ab der 68. Minute zu ihrem einzigen Turniereinsatz. Bei der EM 2017 hatte sie nur einen Kurzeinsatz beim Gruppenspiel gegen Italien. Danach dauerte es zwei Jahre bis zum nächsten Länderspiel: Im November 2019 wurde sie beim Freundschaftsspiel gegen die USA für die letzten sieben Minuten eingewechselt. Ein weiterer Kurzeinsatz folgte beim 8:0-Sieg im EM-Qualifikationsspiel gegen Ungarn im September 2020.

## Erfolge
Verein
- Schwedische Meisterin 2012 (mit Tyresö FF)

Nationalmannschaft
- U-19-Europameisterin 2012
- Olympische Silbermedaille 2016